# Siew maai
Siew maai of sieuw mai is een Chinees gerecht van vlees of groente in deeg gestoomd. In de Kantonese keuken is het een diem sam.

## Bereidingswijze
Chinese paddenstoelen en het vette gedeelte van varkensvlees worden in kleine stukjes gesneden en daarna samen met gewassen garnalen gemengd. Van niet kleverig meel en water wordt een deeg gemaakt. Dit wordt uitgerold en daarna worden er kleine rondjes uitgestoken. De vulling wordt op de deegrondjes gelegd, die daarna voorzichtig dichtgevouwen worden. Met de duim en wijsvinger van de andere hand worden de einden van dezelfde kant samengeknepen. De siew maai wordt vervolgens 5 minuten gestoomd, voordat deze wordt opgediend.

## Varianten in ingrediënten
- varkensvlees
- rundvlees
- garnalen
- Chinese paddenstoel
- Chinese waterkastanje
- Jiucai